# أرض معارض ولاية ألاباما
أرض معارض ولاية ألاباما (بالإنجليزية: Alabama State Fairgrounds)‏ كان الموطن السابق لمعرض ولاية ألاباما (حتى عام 2001) ومضمار سباق برمنغهام الدولي (حتى عام 2009)، ويقع في ويست برمنغهام، مقاطعة جيفرسون، ألاباما، الولايات المتحدة.